# 柿生発電所

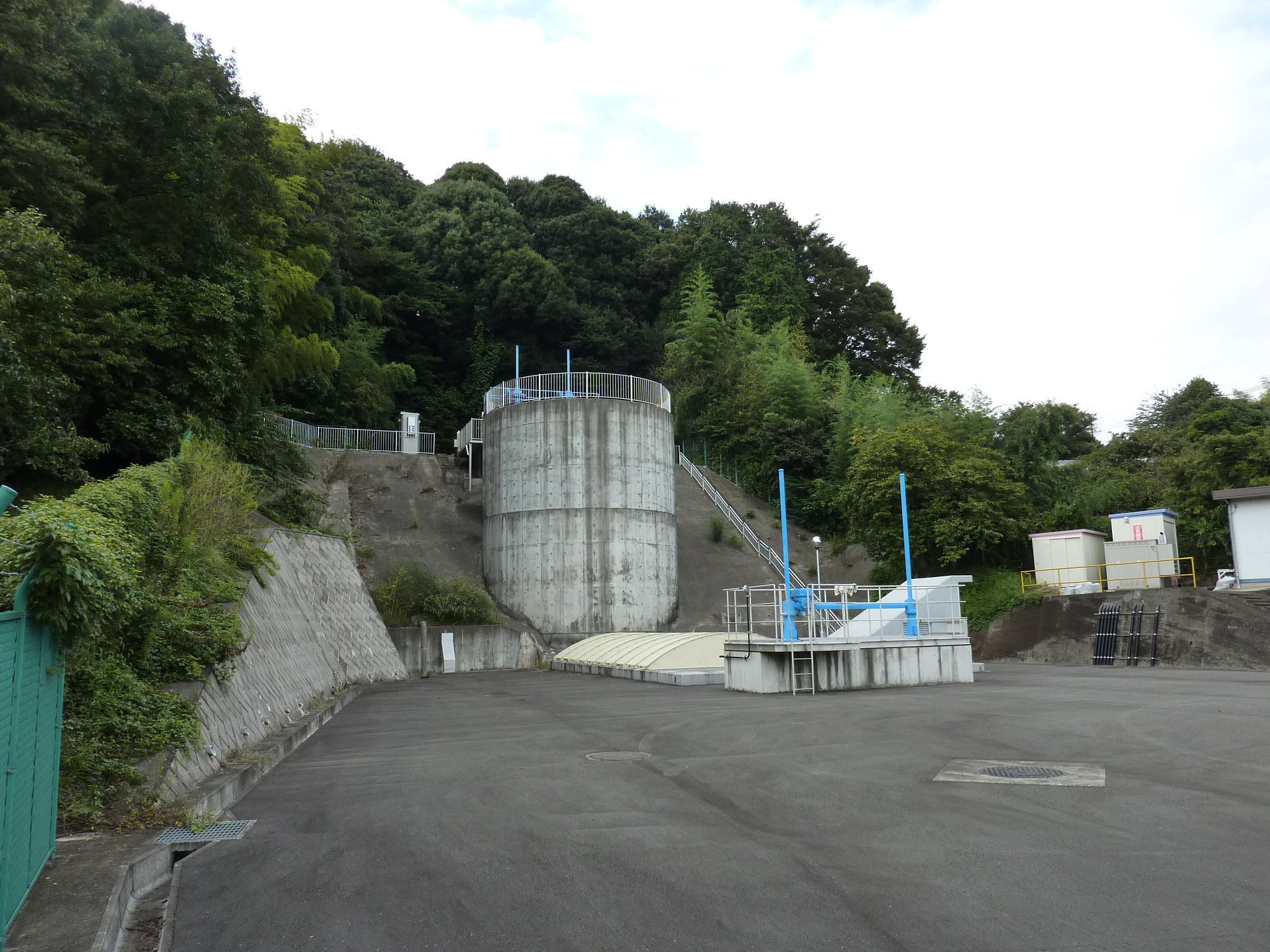
柿生発電所

柿生発電所（かきおはつでんしょ）は、神奈川県川崎市麻生区黒川にある神奈川県企業庁の水力発電所および川崎市水道局導水路黒川監視所である。

## 概要
川崎市水道局第一導水隧道（川崎一号水道）の途中にあり1962年に黒川発電所として運転を開始した。約12mの落差を利用した水力発電所であり、RPS法の認定を受けている。発電量は一般家庭1350世帯の一年分の電気となる。
最大発電能力680キロワット
最大使用水量6.94m3/s
有効落差12.20メートル
年間発電電力量4,865,000キロワット時

## 歴史
- 1954年（昭和29年） - 導水路完成
- 1962年（昭和37年） - 運転開始
- 2004年（平成16年）〜2005年（平成17年） - 設備などを改修

## アクセス
小田急多摩線黒川駅より徒歩15分

## その他
仮面ライダーの撮影場所として利用された。
- 第34話(放送日：1971年11月20日) - 折口犯罪研究所
- 第69話(放送日：1972年7月28日) - 怪人ギラーコオロギとの決戦の場